# Leptogaster aegra
Leptogaster aegra là một loài ruồi trong họ Asilidae. Leptogaster aegra được Martin miêu tả năm 1957. Loài này phân bố ở vùng Tân Bắc giới.